# Vissenbjerg
Vissenbjerg är en tätort i Assens kommun i Region Syddanmark i Danmark. Tätorten har 3 246 invånare (2024). Den ligger på Fyn, cirka 19,5 kilometer nordost om Assens. Vissenbjerg var centralort i Vissenbjergs kommun fram till kommunreformen 2007.
Koelbjergmannen, Nordens äldsta fynd av homo sapiens, hittades 1941 i en mosse i närheten av Vissenbjerg. Fyndet har daterats till omkring 8 300 f.Kr. eller början av maglemosekulturen och skall visas på ett nybyggt museum.